# جيمي تشيذام
جيمي تشيذام (بالإنجليزية: Jimmy Cheatham)‏ هو معلم موسيقى أمريكي، ولد في 18 يونيو 1924 في برمنغهام في الولايات المتحدة، وتوفي في 12 يناير 2007 في سان دييغو في الولايات المتحدة.

## وصلات خارجية
- جيمي تشيذام على موقع ميوزك برينز (الإنجليزية)
- جيمي تشيذام على موقع أول ميوزيك (الإنجليزية)
- جيمي تشيذام على موقع ديسكوغز (الإنجليزية)